# Pterolophia nitidomaculata
Pterolophia nitidomaculata är en skalbaggsart som först beskrevs av Maurice Pic 1944.  Pterolophia nitidomaculata ingår i släktet Pterolophia och familjen långhorningar. Inga underarter finns listade i Catalogue of Life.